# 1155
1155 (MCLV) a fost un an obișnuit al calendarului iulian.

## Evenimente
- 13 februarie: Frederic Barbarossa pune asediul asupra orașului italian Tortona, care rezistă vreme de două luni.
- 17 aprilie: Frederic Barbarossa se încoronează ca rege lombard la Pavia.
- 10 iunie: Conciliul de la Soissons: regele Ludovic al VII-lea al Franței proclamă "pacea lui Dumnezeu" asupra întregului regat și ia măsuri în acest sens.
- 18 iunie: Confruntată cu papa Adrian al IV-lea și cu Frederic Barbarossa, comuna din Roma își încheie existența; Arnaldo da Brescia este înfrânt de către împărat și apoi ars pe rug.
- 18 iunie: Frederic Barbarossa este încoronat la Roma ca împărat al Sfântului Imperiu Roman, de către papa Adrian al IV-lea.
- 12 octombrie: Negustorii genovezi obțin privilegii comerciale la Constantinopol, din intenția împăratului Manuel I Comnen de a contrabalansa tot mai puternica influență venețiană.

### Nedatate
- ianuarie: Sunt confirmate drepturile (fueros) orașului port Aviles din Cantabria.
- ianuarie: Thomas Becket devine cancelar al regatului Angliei.
- iunie: Emirul de Alep și Damasc, Nur ad-Din cucerește Baalbek de la cruciați.
- Contele Robert al II-lea de Aversa profită de intervenția bizantină în Italia de sud și reușește să reocupe Capua de la regele Wilhelm I al Siciliei.
- Dedicându-se integral campaniei din Italia, împăratul Manuel I Comnen al Bizanțului încheie pacea cu regele Geza al II-lea al Ungariei.
- Generalii bizantini Mihail Paleolog și Ioan Dukas debarcă la Ancona, asediază și cuceresc Bari, după care își impun autoritatea asupra provinciei Marche și a regiunii din jurul golfului Taranto; Apulia este pierdută de normanzi în favoarea bizantinilor, care revin astfel în Italia; ofensiva lui Manuel I Comnen în Italia stârnește dușmănia atât a Veneției, cât și a împăratului Frederic Barbarossa și a regelui Wilhelm I al Siciliei.
- Mitropolitului Klim al Kievului este definitiv decăzut din funcție de către cneazul Iuri Dolgoruki, care îl desemnează în scaunul metropolitan pe Constantin I; cnezatul de Novgorod obține autonomia ecleziastică față de Kiev, grație atitudinii episcopului Nifon, susținător al intereselor patriarhului de Constantinopol și adversar al politicii de independență a lui Iuri Dolgoruki.
- Orașul englez Bristol obține o chartă regală.
- Prin bula Laudabiliter, emisă de papa Adrian al IV-lea, regele Henric al II-lea al Angliei obține stăpânirea asupra Irlandei.

## Arte, științe, literatură și filozofie
- Icoana Theotokos este adusă la Suzdal de către Andrei Bogoliubski.
- Încep lucrările la catedrala din Laon, în Franța.
- Poetul anglo-normand Robert Wace scrie Roman de Brut, pe care îl dedică reginei Eleanor de Aquitania.
- Se consemnează prima hârtie tipărită în China.

## Înscăunări
- 18 iunie: Frederic Barbarossa, împărat romano-german (1155-1190)
- aprilie: Kilidj-Arslan al II-lea, sultan selgiucid de Rum (1155-1190)
- Go-Shirakawa, împărat al Japoniei.

## Nașteri
- 28 februarie: Henric "cel Tânăr", fiul regelui Henric al II-lea al Angliei și al reginei Eleanor (d. 1183).
- 17 mai: Jien, poet și istoric japonez (d. 1225).
- 11 noiembrie: Alfonso al VIII-lea, rege al Castiliei (d. 1214).
- Genghis Han, han al mongolilor (d. 1227).
- Gervasius de Tilbury, jurist, cronicar și scriitor englez (d. 1234).
- Hermann I de Thuringia (d. 1217).
- Isaac al II-lea Angelos, împărat bizantin (d. 1204).
- Ottokar I, rege al Boemiei (d. 1230).
- Pierre de Courtenay, împărat latin de Constantinopol (d. 1219).
- Sicardo de Cremona, episcop, istoric și scriitor italian (d. 1215)

## Decese
- 6 februarie: Sigurd al II-lea, rege al Norvegiei (n. 1133).
- 18 iunie: Arnaldo da Brescia, călugăr italian, conducător al Republicii de la Roma (n. 1090)
- 22 august: Konoe, împărat al Japoniei (n. 1139).

- David al V-lea, rege al Georgiei (n. ?)
- Qin Hui, prim ministru al statului chinez al dinastiei Song (n. 1090).